# Reinhold Röhricht
Gustav Reinhold Röhricht (18 novembre 1842 – 2 mai 1905) est un historien allemand des croisades.

## Biographie
Reinhold Röhricht naît à Bunzlau en province de Silésie (actuellement Bolesławiec en Pologne). Il est le troisième fils d'un meunier. Il étudie au lycée de Sagan de 1852 à 1862, puis il fréquente l'école de théologie de Berlin, où il obtient sa licence en 1866. Par la suite, il enseigne à l'école de religion de Berlin, enseignant l'hébreu et l'allemand aux élèves de la classe supérieure et le latin et le grec aux plus jeunes. De 1867 à 1868, il enseigne au lycée de Dorotheenstadt, puis à l'école de Luisenstadt (de), jusqu'en 1875. De là, jusqu'en 1904, il exerce au lycée Humboldt de Berlin-Tegel (de), d'abord comme chef d'établissement, et à partir de 1882 comme professeur. En 1904, en raison de sa mauvaise santé, le ministère de l'éducation prussien l'oblige à prendre sa retraite avec une pension. Sa pension était la même que celle accordée à tout autre professeur de lycée et bien que cela ait surpris ceux qui connaissaient la renommée et l'importance de Reinhold Röhricht, lui-même « ne sollicita point les hommages et ne rechercha pas les profitables honneurs ». Il meurt l'année suivante.

## Historien des croisades
Comme le dit Hans Eberhard Mayer (de), Röhricht était « un antiquaire plutôt qu'un historien », mais il a néanmoins jeté « les bases de toutes les recherches modernes sur les croisades ». Selon sa nécrologie, dans The American Historical Review, « son travail le plus important a été presque entièrement consacré aux croisades, les huit principaux ouvrages publiés depuis 1874 constituant probablement la contribution la plus importante d'un seul savant dans ce domaine. ». « Nul aujourd'hui », écrit la Revue de l'Orient latin, « ne pourrait occuper avec les mêmes titres et la même autorité qui lui [] la grande place qu'il laissera vide dans le domaine spécial de nos études ».
Sa réputation scientifique est telle qu'en 1940, l'historien américain John L. La Monte décrit son Geschichte des Königreichs Jerusalem comme « une histoire magistrale qui ne laisse rien à désirer », bien qu'elle soit écrite en « allemand lourd ». La Monte la préfère à l'histoire française récemment publiée par René Grousset. Bien que le Geschichte soit aujourd'hui dépassé, l'autre magnum opus de Röhricht, Regesta Regni Hierosolymitani, reste utile aux historiens des croisades modernes ; il s'agit d'une collection de plus de neuf cents chartes et autres documents provenant de la chancellerie royale du Royaume de Jérusalem, qui, jusqu'à ce qu'ils soient édités et publiés par Röhricht, étaient restés éparpillés dans des dizaines d'autres cartulaires médiévaux. Il a également été le premier historien à rassembler tout le matériel médiéval relatif à la cinquième croisade.

### Source de la traduction
- (en) Cet article est partiellement ou en totalité issu de l’article de Wikipédia en anglais intitulé « Reinhold Röhricht » (voir la liste des auteurs).